# Azodije
Azodije (pers. عضديه) – wieś w Iranie, w ostanie Markazi. W 2006 roku  liczyła 400 mieszkańców w 128 rodzinach.